# Astragalus hafez-shirazi
Astragalus hafez-shirazi là một loài thực vật có hoa trong họ Đậu. Loài này được Parsa miêu tả khoa học đầu tiên.